# Новинка (Олонецкий район)
Нови́нка (карел. Žil′čoi) — старинная карельская деревня в составе Коверского сельского поселения Олонецкого национального района Республики Карелия, комплексный памятник истории.

## Общие сведения
Расположена вблизи автомагистрали «Кола» на берегу озера Новинское.
В результате сокращения населения в 1957 году к деревне Новинка была присоединена близлежащая деревня Пертисельга.
Сохраняется деревянная часовня Михаила Архангела, Петра и Павла (XVII век).

## Население
| 2002 | 2009 | 2010 | 2013 |
| ---- | ---- | ---- | ---- |
| 36   | ↘35  | ↗38  | ↘36  |